# WorkinGirls
WorkinGirls is een Franse komische televisieserie. Het is een vrije bewerking van de Nederlandse serie Toren C.

## Personages
Enkele vaste personages die vrijwel in iedere aflevering voorkomen:
| Rol                  | Functie     |
| -------------------- | ----------- |
| Karine               |             |
| Déborah              |             |
| Hélène               | Marketing   |
| Nathalie             |             |
| Sophie & Sophie      |             |
| Stéphanie            | Rentmeester |
| Le Nain du cinquième |             |
| Le Beau              |             |